# Chrudim město
Chrudim město – stacja kolejowa w Chrudimiu, w kraju pardubickim, w Czechach. Znajduje się na wysokości 250 m n.p.m..
Na stacji nie ma możliwości zakupu biletów, a obsługa podróżnych odbywa się w pociągu.

## Linie kolejowe
- 016 Borohrádek – Holice – Moravany – Chrudim – Heřmanův Městec